# سپیولیت
سپیولیت  (به انگلیسی: Sepiolite) با فرمول شیمیایی Mg4 [(OH)2 - Si6 O15].2H2O+4H2O از مجموعه کانی هاست و در آب غوطه ور می‌شود و به زبان می‌چسبد-دارای لومینسانس گاه سفید، متمایل به زرد یا سفید متمایل به آبی ازکلمات یونانی Sepia,lithos به معنای سنگ و از نظر رنگ و تخلخل گرفته شده‌است. به راحتی ذوب می‌شود در HCL محلول است. MgO:۲۴٫۸۸٪ SiO۲:۵۵٫۶۵٪ H2O:۱۹٫۴۷٪ برای اولین بار در چک اسلواکی کشف شد و از نظر شکل بلور: کریپتوکریستالین رشته‌ای - بی شکل (آمرف)، رنگ: سفید - متمایل به خاکستری - متمایل به زرد - آبی سبز، شفافیت: غیر شفاف، شکستگی: صدفی، جلا: مات، رخ: ناشناخته، سیستم تبلور: ارترومبیک و در رده‌بندی سیلیکات است و منشأ تشکیل آن ثانوی در سرپانتینیت است.
همایند کانی‌شناسی (پارانژ) آن - سرپانتین- منیزیت- اپال است
کاربرد آن: در الکترونیک - وسایل زینتی - داروسازی و غیره، از نظر ژیزمان کریپتوکریستالین - آگرگاتهای خاکی، توده‌ای، متخلخل و رشته‌ای فراوان است و بیشتر در ترکیه، اسپانیا، یونان یافت می‌شود.